# ساكن الحقل
عكابر الماء هي عكابر كبيرة في جنس ساكن الحقل (الاسم العلمي: Arvicola). توجد في كل من الموائل المائية والجافة عبر أوروبا ومعظم شمال آسيا. عُثر على عكابر الماء في غرب أمريكا الشمالية وتاريخيًا يعتبر عضوًا في هذا الجنس، ولكن ثبت أنها مرتبطة ارتباطًا وثيقًا بأعضاء جنس العكبر. أطوال الرأس والجسم هي 12-22 سم وطول الذيل 6.5-12.5 سم وأوزانها 70-250 جم. قد تُظهر نموًا غير محدد. فهي كثيفة الفراء ولها أطراف مشعرة على أقدامها مما يحسن من قدرتها على السباحة.
وجدت دراسة في علم الوراثة العرقي عام 2021 باستخدام الدنا المتقدرة أن ساكن الحقل قد لا تنتمي إلى بقية أعضاء قبيلة ساكناوات الحقل التي تحمل الاسم نفسه، ولكنها تشكل مجموعة شقيقة لقبيلة ذيلاوات الأرنب (Lagurini).

## الأنواع
- فأر الماء (A. amphibius أو A. terrestris)
- عكبر الماء جنوب غربي (A. sapidus)
- عكبر الماء الجبلي (A. scherman)

## للاستزادة
- Nowak, R. M. 1999. Walker's Mammals of the World, Vol. 2. Johns Hopkins University Press, London.
- Townsend, C., Begon, M. and Harper, J.L. 2003. Essentials of Ecology: second edition. Blackwell Publishing, Oxford.